# Linia kolejowa Nürnberg – Augsburg
Linia kolejowa Norymberga-Augsburg – główna niemiecka linia kolejowa o długości 137 km, która łączy Norymbergę i Augsburg, dwa największe miasta Środkowej Frankonii i Szwabii. Jest to ważna linia kolejowa, wykorzystywana przez pociągi dalekobieżne.